# Road Games
Road Games è un EP del chitarrista jazz Allan Holdsworth.
Pubblicato nel 1983 per la Warner Bros. Records su vinile, è stato ripubblicato su CD nel 2001. Fu nominato per un Grammy award per la miglior performance rock.

## Tracce
Testi e musiche di Allan Holdsworth.
1. Three Sheets To The Wind – 4:14
2. Road Games – 4:14
3. Water On The Brain - Pt. 2 – 2:49
4. Tokyo Dream – 4:04
5. Was There? – 4:09
6. Material Real – 4:41

## Musicisti
- Allan Holdsworth – Chitarra
- Paul Williams – Voce (solo in Road Games)
- Jack Bruce – Voce (solo in Was There? e Material Real)
- Chad Wackerman – Batteria
- Jeff Berlin – Basso
- Joe Turano – Voce d'accompagnamento
- Paul Korda – Voce d'accompagnamento